# Československá basketbalová liga 1988/1989
1. basketbalová liga 1988/1989 byla v Československu nejvyšší ligovou basketbalovou soutěží mužů, v ročníku 1. ligy hrálo 12 družstev.  Baník Prievidza získal titul mistra Československa, Sparta Praha skončila na 2. místě a Inter Bratislava na 3. místě. Ze dvou nováčků ligy se udržel Slávia VŠT Košice (10. místo), sestoupila Lokomotiva Děčín a dále Dukla Olomouc. 
Konečné pořadí:
1. Baník Prievidza (mistr Československa 1989) - 2. Sparta Praha - 3. Inter Bratislava - 4. Zbrojovka Brno - 5. NHKG Ostrava - 6. VŠ Praha - 7. Baník Handlová - 8. Slávia VŠD Žilina - 9. RH Pardubice -  10. Slávia VŠT Košice - další 2 družstva sestup z 1. ligy:  11. Dukla Olomouc - 12. Lokomotiva Děčín

## Systém soutěže
Všech dvanáct družstev hrálo dvoukolově každý s každým (zápasy doma - venku), každé družstvo 22 zápasů. Po základní části se družstva rozdělila na dvě skupiny (1.-4., 5.-12.). První 4 družstva hrála podle pořadí čtyři turnaje a následovaly zápasy o titul a o 3. místo. Družstva na 5. až 12. místě pokračovala dvoukolově (systém doma - venku) o konečné umístění a o sestup. 

## Tabulka základní část 1988/1989
| Poř. | Tým                  | Z  | V  | P  | Skóre     | Body | Kon. pořadí |
| ---- | -------------------- | -- | -- | -- | --------- | ---- | ----------- |
| 1.   | Baník Prievidza      | 34 | 23 | 11 | 2849:2577 | 57   | 1. místo    |
| 2.   | Sparta Praha         | 34 | 22 | 12 | 2935:2760 | 56   | 2. místo    |
| 3.   | Inter ZŤS Bratislava | 34 | 21 | 13 | 2877:2712 | 55   | 3. místo    |
| 4.   | Zbrojovka Brno       | 34 | 19 | 15 | 2827:2743 | 53   | 4. místo    |
|      |                      |    |    |    |           |      |             |
| 5.   | NHKG Ostrava         | 36 | 22 | 14 | 3077:2858 | 58   |             |
| 6.   | VŠ Praha             | 36 | 21 | 15 | 3145:2874 | 57   |             |
| 7.   | Baník Handlová       | 36 | 20 | 16 | 2818:2890 | 56   |             |
| 8.   | Slávia VŠD Žilina    | 36 | 20 | 16 | 2848:2862 | 56   |             |
| 9.   | RH Pardubice         | 36 | 18 | 18 | 2890:2808 | 54   |             |
| 10.  | Slávia VŠT Košice    | 36 | 12 | 24 | 2737:3094 | 48   |             |
| 11.  | Dukla Olomouc        | 36 | 11 | 25 | 2979:3196 | 47   |             |
| 12.  | Lokomotiva Děčín     | 36 | 3  | 33 | 2601:3210 | 39   |             |

## Play off 1988/1989
- o 3. místo: Inter ZŤS Bratislava - Zbrojovka Brno 3:0 (108:74, 83:75, 91:83)
- Finále: Baník Prievidza - Sparta ČKD Praha 3:1 (76:73, 87:79, 85:87, 84:65)

## Sestavy (hráči, trenéři) 1988/1989
- Baník Prievidza: Jaroslav Kraus, Uhnák, P. Jančura, Varga, Stopka, Jašš, Krivošík, Bárta, Knob, Marchyn, Pekár, Miškovič, Vass, Kurčík. Trenér Ján Hluchý
- Sparta Praha: Vladimír Vyoral, Michal Ježdík, Adolf Bláha, Libor Vyoral, Karel Forejt, Josef Hájek, Ivan Beneš, Josef Petržela, Hynek Cimoradský, Zdeněk Douša, Jiří Brůha, M. Bakajsa, F. Novotný 6, Hendrych. Trenér Lubor Blažek
- Inter Bratislava: Oto Matický, Juraj Žuffa, Richard Petruška, Kratochvíl, Kubrický, Kristiník, Chromej, Černický, Jakabovič, Mikušovič, Procházka, Minarovjech. Trenér J. Meszároš
- Zbrojovka Brno: Josef Jelínek, Jiří Okáč, Jan Svoboda, Julius Michalík, Šibal, Jeřábek, Buňák, Pelikán, Hudeček, Lupač, Müller, Harásek, Brtník. Trenér Kamil Brabenec.
- NHKG Ostrava:  Gerald Dietl, Dušan Medvecký, Kamil Novák, Kovář, Wrobel, Rusz, Kocian, Fajta, Hlaváč, Svozil, Klapetek, Dínuš. Trenér J. Prokš
- VŠ Praha: Václav Hrubý, Gustáv Hraška, Petr Treml, Jaromír Geršl, Kameník, Jiří Šťastný, Dvořák, Bečka, P. Hartig, Jan Zídek, Bříza, Marko, Nečásek, Bašta, Zalužanský. Trenér Jiří Zídek
- Baník Handlová: Dušan Lukášik, Vojtěch Petr, Orgler, Floreš, Linkeš, Hanáček, Galatík, Josef Šťastný, Beránek, Morávek, Javúrek, Laca, Rendek, Szabo, Holúbek, M. Matejčík, Burdej, Voskár. Trenér T. Vasilko
- Slávia VŠD Žilina: Jozef Michalko, Bystroň, Faith, I. Jančura, Štefek, Brokeš, Petrák, Nerad, Mašura, Ondroušek, Konečný, Licehamr, Iljaško, Pavlus. Trenér B. Iljaško
- RH Pardubice: Leoš Krejčí, Miloš Kulich, Vaněček, Hajduk, Burgr, Kolář, Peterka, Zikuda, Bacík, Slawisch, R. Musil, Majer, Zajíc, Hanzlík, Štybnar. Trenér Jan Skokan
- Slávia VŠT Košice: Štefan Svitek, Jandák, Palko, Lovík, L. Vilner, Šponták, Krajňák, Farkaš, Kukla, Samec, Klik, Hudák, Kmetóny, Halanda. Trenér G. Dajko
- Dukla Olomouc: Petr Janouch, Petr Řihák, Jonáš, J. Musil, Šplíchal, S. Petr, Pavelka, Pekárek, Bošňák, Kofroň, Bule, Formánek, Sedlák, Vondra. Trenér Zdeněk Kos
- Lokomotiva Děčín:  P. Raška, V. Raška, Michálek, Wolf, Rous, O. Svoboda, Šotnar, Zych, Bendák, Schneider, Kůrka, Kropáč, Král, B. Kubík, Šedivý. Trenér M. Konečný

## Zajímavosti
- Olympijské hry 1988 Soul, Korea, v září 1988. Konečné pořadí: 1. Sovětský svaz, 2. Jugoslávie, 3. USA. Družstvo mužů Československa se nekvalifikovalo.
- Mistrovství Evropy v basketbale mužů 1989 se konalo v červnu v Jugoslávii Záhřeb. Mistrem Evropy byla Jugoslávie, Sovětský svaz na 2. místě a  Řecko na 3. místě. Družstvo mužů Československa se nekvalifikovalo.
- Zbrojovka Brno v Poháru evropských mistrů 1988/89 hrála 4 zápasy (1-3, 286-380), vyřazena v osmifinále od Limoges CSP, Francie (87-111, 54-129).
- Koračův pohár 1988/89 
  - Inter Bratislava hrál 4 zápasy (2-2 333-350), vyřazen ve 2. kole od Hapoel Tel-Aviv BC, Izrael (80-91, 92-104)
  - VŠ Praha hrála 2 zápasy (1-1, 170-199), vyřazena v 1. kole od  Wiwa Vismara Cantu, Itálie (79-93, 91-106)
- Vítězem ankety Basketbalista roku 1988 byl Oto Matický.
- „All Stars“ československé basketbalové ligy - nejlepší pětka hráčů basketbalové sezóny 1988/89: Oto Matický, Richard Petruška, Štefan Svitek, Josef Jelínek, Vladimír Vyoral.